# Marie-Theres Ley
Marie-Theres Ley (* 27. Februar 1940 in Köln) ist eine deutsche Politikerin und ehemalige Landtagsabgeordnete (CDU).

## Leben und Beruf
Nach dem Besuch der Volksschule und des Gymnasiums mit dem Abschluss Abitur studierte sie an der Universität Köln. 1962 legte sie die erste und 1965 die zweite Prüfung für das Lehramt an Volksschulen ab. 1971 legte Ley die Fachprüfung für das Lehramt an Realschulen ab. Sie war bis 1995 im Schuldienst tätig.
Seit 1974 ist sie Mitglied der CDU und ist in zahlreichen Gremien vertreten.

## Abgeordnete
Vom 1. Juni 1995 bis zum 2. Juni 2005 war Ley Mitglied des Landtags des Landes Nordrhein-Westfalen. Sie wurde jeweils über die Reserveliste ihrer Partei gewählt. Am 19. November 2009, während der 14. Wahlperiode, ist Ley wiederum in den Landtag des Landes Nordrhein-Westfalen nachgerückt.  
2005 trat sie als Direktkandidatin im Landtagswahlkreis Köln I an, wo sie mit 0,6 Prozentpunkten der SPD-Kandidatin Ingrid Hack unterlag.
Dem Stadtrat der Stadt Köln gehörte sie von 1989 bis 1995 an.

## Ehrungen
- 2007: Verdienstkreuz am Bande der Bundesrepublik Deutschland